# 447 (číslo)
Čtyři sta čtyřicet sedm je přirozené číslo. Následuje po číslu čtyři sta čtyřicet šest a předchází číslu čtyři sta čtyřicet osm. Římskými číslicemi se zapisuje CDXLVII a řeckými číslicemi υμζ.

## Matematika
447 je:
- Deficientní číslo
- Složené číslo
- Nešťastné číslo

## Astronomie
- (447) Valentine je planetka hlavního pásu, kterou objevili v roce 1899 Max Wolf a Arnold Schwassmann

## Roky
- 447
- 447 př. n. l.